# Mebarria thujina
Mebarria thujina är en svampart som först beskrevs 1981 av Nag Raj och Frank DiCosmo, och fick sitt nu gällande namn 1989 av James Reid och Colin Booth. Arten ingår i släktet Mebarria och familjen Melanconidaceae. Inga underarter finns listade i Catalogue of Life.